# Ayomide Folorunso
Ayomide Temilade Oluwatoyosi Folorunso (née le 17 octobre 1996 à Abeokuta au Nigeria) est une athlète italienne, spécialiste du 400 mètres haies.

## Carrière
Elle mesure 1,70 m pour 55 kg et appartient au club des Fiamme Oro de Padoue (police nationale) depuis juin 2015. Elle réside à Fidenza depuis son enfance et a été naturalisée italienne peu après les Championnats du monde jeunesse à Donetsk où elle n'a pas pu participer (elle avait obtenu les minimas dans cinq épreuves). Elle termine 7e des Championnats du monde juniors de 2014.
En tête du 400 m haies jusqu'à la 10e haie qu'elle accroche, elle termine 3e de la finale des Championnats d'Europe juniors 2015 à Ekilstuna.
Le 26 juin 2016, elle remporte le titre national du 400 m haies en 55 s 54, pulvérisant son record personnel et obtenant le minima pour les Jeux olympiques de Rio.
Elle l'améliore à 55 s 50 en finale des Championnats d'Europe d'Amsterdam où elle échoue au pied du podium.
Le 19 août 2016, avec ses coéquipières Maria Enrica Spacca, Maria Benedicta Chigbolu et Libania Grenot, elle bat le record national en 3 min 25 s 16 pour qualifier cette équipe pour la finale olympique, une première pour l'Italie. Le 25 août 2017, elle décroche la médaille d'or de l'Universiade à Taipei en 55 s 63.
Fin juin 2018, Ayomide Folorunso décroche deux médailles à l'occasion des Jeux méditerranéens de Tarragone : l'argent sur 400 m haies (55 s 44) et l'or sur le relais 4 x 400 m (3 min 28 s 08, record des Jeux).
Le 12 mai 2019, lors des Relais mondiaux, elle remporte la médaille de bronze lors du relais 4 x 400 m avec ses coéquipières Maria Benedicta Chigbolu, Giancarla Trevisan et Raphaela Lukudo, en 3 min 27 s 74 (SB).
Le 30 juin 2019, elle court à Nembro le 400 m en 52 s 43, son deuxième meilleur temps.

## Palmarès
| Date | Compétition                       | Lieu           | Résultat | Épreuve       | Temps         |
| ---- | --------------------------------- | -------------- | -------- | ------------- | ------------- |
| 2014 | Championnats du monde juniors     | Eugene         | 7e       | 400 m haies   | 58 s 34       |
| 2015 | Championnats d'Europe juniors     | Eskilstuna     | 3e       | 400 m haies   | 58 s 44       |
| 2015 | Championnats d'Europe juniors     | Eskilstuna     | 2e       | 4 x 400 m     | 3 min 37 s 45 |
| 2016 | Championnats d'Europe             | Amsterdam      | 4e       | 400 m haies   | 55 s 50       |
| 2016 | Jeux olympiques                   | Rio de Janeiro | 5e       | 4 x 400 m     | 3 min 27 s 05 |
| 2017 | Championnats d'Europe en salle    | Belgrade       | 4e       | 4 x 400 m     | 3 min 32 s 87 |
| 2017 | Championnats d'Europe espoirs     | Bydgoszcz      | 1re      | 400 m haies   | 55 s 82       |
| 2017 | Universiade                       | Taipei         | 1re      | 400 m haies   | 55 s 63       |
| 2018 | Championnats du monde en salle    | Birmingham     | 5e       | 4 x 400 m     | 3 min 31 s 55 |
| 2018 | Jeux méditerranéens               | Tarragone      | 2e       | 400 m haies   | 55 s 44       |
| 2018 | Jeux méditerranéens               | Tarragone      | 1re      | 400 m haies   | 3 min 28 s 08 |
| 2018 | Championnats d'Europe             | Berlin         | 5e       | 4 x 400 m     | 3 min 28 s 62 |
| 2019 | Championnats d'Europe en salle    | Glasgow        | 3e       | 4 x 400 m     | 3 min 31 s 90 |
| 2019 | Relais mondiaux                   | Yokohama       | 3e       | 4 x 400 m     | 3 min 27 s 74 |
| 2019 | Universiade                       | Naples         | 1re      | 400 m haies   | 54 s 75       |
| 2019 | Championnats d'Europe par équipes | Bydgoszcz      | 4e       | 400 m haies   | 56 s 34       |
| 2019 | Championnats d'Europe par équipes | Bydgoszcz      | 3e       | 4 x 400 m     | 3 min 27 s 32 |
| 2022 | Championnats du monde             | Eugene         | 7e       | 4 x 400 mixte | 3 min 16 s 45 |
| 2022 | Championnats du monde             | Eugene         | 7e       | 4 x 400 m     | 3 min 26 s 45 |
| 2022 | Championnats d'Europe             | Munich         | 7e       | 400 m haies   | 55 s 91       |
| 2023 | Championnats d'Europe en salle    | Istanbul       | 2e       | 4 x 400 m     | 3 min 28 s 61 |
| 2023 | Jeux européens                    | Chorzów        | 2e       | 400 m haies   | 54 s 79       |
| 2023 | Championnats du monde             | Budapest       | 6e       | 400 m haies   | 54 s 19       |

## Records
| Épreuve     | Temps        | Lieu     | Date         |
| ----------- | ------------ | -------- | ------------ |
| 400 m haies | 53 s 89 (NR) | Budapest | 22 août 2023 |